# Маленький Вовк
Маленький Вовк або Маленький Койот, (англ. Little Wolf, шаєннською мовою — O'kohomoxhaahketa; 1820–1904) — вождь північних шаєннів. Лідер свого племені у війнах з армією США в 1860-1870-х роках.

## Біографія
Народився на території сучасної Монтани. Вже до середини 1850-х проявив себе в боях з ворогами племені і був обраний лідером військового  Товариства Лосів . Користувався великою повагою в племені. Брав участь у всіх війнах проти американської армії, які вели північні шаєнни.
У травні 1877 здався владі США, після чого разом з частиною племені був відісланий на індіанську Територію. Умови були нестерпні, багато людей померло від хвороб і голоду. У вересні 1878 північні шаєнни — 89 чоловіків і 146 жінок і дітей — під проводом Маленького Вовка і Ранкової Зірки покинули резервацію і спробували прорватися на рідні землі півночі. Тисячі американських солдатів переслідували маленьку групу практично беззбройних воїнів, обтяжених великою кількістю жінок і дітей, але шаєннам вдавалося відбивати всі атаки і продовжувати свій шлях. Пізніше вони розділилися на дві частини. Група Ранкової Зірки була змушена здатися в жовтні, а Маленький Вовк зі своїми людьми зміг дістатися до своїх колишніх земель, де згодом, уряд США утворив резервацію для північних шаєннів.
    
У 1880 році, через сварку, Маленький Вовк убив одноплемінника, в результаті чого втратив статус вождя. Залишок життя Маленький Вовк провів у добровільному вигнанні в резервації північних шаєннів.